# Stanisław Leśniewski
Stanisław Leśniewski (30 mars 1886–13 mai 1939) est un mathématicien, philosophe et logicien polonais qui a contribué à créer et développer l'École de Lvov-Varsovie.
Leśniewski est l'une des plus remarquables personnalités scientifiques dans l'histoire de la logique, et appartient à la première génération de l'École de Lvov-Varsovie fondée par Kazimierz Twardowski.
Avec Jan Łukasiewicz (créateur de la notation dite polonaise inverse) et Alfred Tarski, qui fut son seul docteur, il forma une troïka qui, durant les décennies 1920 et 1930 firent de l'Université de Varsovie l'un des plus importants centres de recherche de logique mathématique au monde.
Ses contributions les plus importantes furent la construction des trois systèmes formels interdépendants que sont la protothétique, l'ontologie et la méréologie auxquels il donna des noms d'étymologie grecque.

## Biographie
Stanisław Leśniewski est né à Serpoukhov en Russie le 30 mars 1886. 
Sous la direction du philosophe polonais Kazimierz Twardowski, il présenta en 1912 une thèse de doctorat intitulée Une contribution à l'analyse des propositions existentielles, en partie dirigée contre la thèse de Franz Brentano selon laquelle toute proposition catégorique peut être réduite à une proposition existentielle. Leśniewski s'est, par la suite, consacré à l'étude du principe de contradiction et du tiers-exclu. Enfin, contre l'article Zagadnienie istnienia przyszlosci (Le problème de l'existence du futur) de Tadeusz Kotarbiński, Leśniewski rédigea en 1913 un article intitulé La vérité est-elle seulement éternelle ou éternelle et sempiternelle?
Ces articles, proprement philosophiques et par leur contenu et par leur traitement (non formalisé) ont été reniés en 1927 dans l'ouvrage majeur, Sur les fondements de la mathématique. Toutefois, les commentateurs contemporains n'ont pu établir avec précision si le reniement de Leśniewski est total ou si certaines thèses sont épargnées. 
C'est avec la lecture du célèbre livre de Jan Łukasiewicz Sur le principe de contradiction chez Aristote que Leśniewski basculera définitivement de la philosophie à la logique. Découvrant l'antinomie russellienne (ou paradoxe de Russell) qui menace tout l'édifice logique et mathématique, Leśniewski interrompt et condamne ses travaux philosophiques pour s'employer uniquement à la résolution de cette antinomie. Pour cela, il entreprit une lecture minutieuse des Principia Mathematica de Whitehead et Russell et des Grundgesetze der Arithmetik de Frege.
C’est ce contexte de crise des fondements des mathématiques qui permet de comprendre le pourquoi de l’œuvre de Leśniewski. Obnubilé par le paradoxe de Russell et rejetant les différentes solutions introduites pour se sauver de ce paradoxe, Leśniewski entama la construction complète d'une nouvelle fondation logique des mathématiques. Même s'il s'opposa vigoureusement à certaines thèses défendues par Frege et par Russell, Leśniewski s'inscrit bien dans le courant logiciste initié par Frege. En effet, selon le logicisme, les notions fondamentales des mathématiques - en premier, celle de nombre - doivent être construites sur les notions - évidentes - de la logique. Leśniewski soutenait que l’union des trois théories déductives qu’il a successivement « inventées », à savoir la méréologie, l’ontologie et la protothétique, doit être considéré comme un nouveau fondement des mathématiques, fondement qui serait préservé de l'antinomie russellienne.
Le premier système que Leśniewski inventa est la méréologie qui, se fondant sur une conception de la classe différente de celle des mathématiciens, a pour but de résoudre le paradoxe de la classe des classes ne se contenant pas elles-mêmes. Par la suite, désirant asseoir logiquement sa méréologie, Leśniewski inventa deux systèmes proprement logiques: l'ontologie et la protothétique. La construction de ces deux systèmes et leurs règles d'inférence devait l'occuper jusqu’à sa mort le 13 mai 1939.

## Aperçu des systèmes de Leśniewski

### Protothétique
La protothétique est le premier système dans l'ordre logique, c'est-à-dire qu'il fonde l'ontologie. Il s’agit d’un système logique axiomatisé et formalisé. On peut rapprocher la protothétique d’un calcul des propositions disposant d’une quantification d’ordre supérieur. En effet, s’il est possible dans ce système de quantifier les propositions, il est tout aussi possible de quantifier des foncteurs ayant pour argument une ou des propositions.

### Ontologie
L’ontologie est, selon Leśniewski, une « logique traditionnelle modernisée (…) considérée avec la théorie des individus ». Si la protothétique peut être rapprochée d'un calcul des propositions, l’ontologie serait alors l’équivalent d’un calcul des prédicats. 
L’ontologie s’inspire, et c’est pourquoi Leśniewski la décrit comme une logique traditionnelle, contre Frege, de la structure aristotélicienne sujet/prédicat. Une autre influence aristotélicienne, à l’origine du nom de ce système, est à souligner. Nous reprenons la longue citation que Leśniewski emprunte à son collègue Tadeusz Kotarbiński :
« Ce nom [l’ontologie] se justifie par le fait que l’unique terme primitif, propre, employé dans l’axiomatique de l’ontologie (…) est ‘est’ qui correspond au grec esti. (…) En vérité, un malentendu pourrait naître du fait que ce nom a déjà acquis droit de cité dans un autre rôle ; on a en effet pris l’habitude depuis longtemps d’appeler ‘ontologie’ les investigations portant ‘sur les principes généraux de l’être’, menées dans l’esprit de certaines parties des livres ‘métaphysiques’ d’Aristote. Il convient cependant de concéder qui si l’on interprète la définition aristotélicienne de la théorie suprême (prote philosophia) (…) comme une théorie générale des objets, alors on peut l’appliquer tant à sa consonance qu’à sa signification au calcul des noms de Leśniewski. » (S. Leśniewski, Sur les fondements de la mathématique, p. 107-108)
Il semblerait que Leśniewski abonde dans ce sens, écrivant qu’il formule « dans cette théorie justement sui generis les « principes généraux de l’être ». Une ambiguïté demeure dans les propos de Tadeusz Kotarbiński : comment concevoir que l’ontologie soit un calcul des noms, c’est-à-dire un système prescrivant les règles d’un langage utilisant la catégorie sémantique des noms, et à la fois une théorie générale des objets, c’est-à-dire une ontologie formelle ? Il y a sinon une ambigüité, du moins une thèse métaphysique importante: celle d'une intrication forte entre le domaine des objets et le domaine linguistique des noms. Les commentateurs contemporains considèrent que l’ontologie leśniewskienne est un système exclusivement logique et, dès lors, ne peut remplir les fonctions d’une théorie générale des objets, celle-ci étant l’objet de la méréologie.

### Méréologie
La méréologie (appelée dans les premiers écrits théorie générale des ensembles) est une théorie déductive, axiomatisée mais pas formalisée, des touts et des parties. 
Initialement, la fonction de la méréologie est de poser les bases nécessaires pour développer la conception leśniewskienne de la classe. Celle-ci, s’opposant aux conceptions que proposent aussi bien les mathématiciens que Gottlob Frege et Bertrand Russell, doit permettre de résoudre le célèbre paradoxe russellien de la classe des classes ne se contenant pas elles-mêmes. Leśniewski refuse en effet les solutions de cette antinomie proposées par Frege (l’affaiblissement de sa Loi V), Russell (la théorie des types) et Zermelo (l’axiome de séparation qui interdit la construction d’ensembles « trop grands ») qu’il juge privées de fondement intuitif, arguant que la solution ne peut trouver son origine que dans une méthode visant à questionner et les raisonnements et les présuppositions menant à la double contradiction.
S’appuyant sur une nouvelle conception de la classe qui s’accorderait, selon ses propres mots, avec « la manière habituelle d’employer les mots ‘classe’ et ‘ensemble’ dans le langage courant », Leśniewski propose une démonstration établissant qu’aucun objet n’est la classe des classes ne se contenant pas elles-mêmes. Ainsi le paradoxe russellien ne peut être reconduit.
La conception leśniewskienne de la classe, bien que définie par un concept classificatoire et contenant tout élément tombant sous ce concept, accepte aussi comme éléments les parties de ses éléments, parties qui peuvent ne pas satisfaire le concept classificatoire. Exemple: la classe des livres de ma bibliothèque contient non seulement tous les livres actuellement présents dans ma bibliothèque mais aussi toutes les pages, l'encre, les couvertures, mais encore les molécules formant le papier, les atomes formant ces dernières molécules, etc.

### Œuvres de Leśniewski
- "Über Funktionen, deren Felder Gruppen mit Rücksicht auf diese Funktionen sind", Fundamenta Mathematicae 1929, vol. XIII, pp. 319-32. (PDF file.)
- "Grundzüge eines neuen Systems der Grundlagen der Mathematik", Fundamenta Mathematicae 1929, vol. XIV, pp. 1-81. (PDF file.)
- "Über Funktionen, deren Felder Abelsche Gruppen in bezug auf diese Funktionen sind", Fundamenta Mathematicae 1929, vol. XIV, pp. 242-251. (PDF file.)
- Lecture Notes in Logic, J. Srzednicki & Z. Stachniak (eds.), Dordrecht/Boston, Kluwer, 1988, xi p. & 183 p.

Cet ouvrage regroupe des notes de cours d'élèves de Leśniewski.
1. From the foundation of Protothetics
2. Definitions and theses of Leśniewski's Ontology
3. Class theory
4. Primitive terms of arithmetics
5. Inductive definitions
6. Whitehead's theory of events

- Sur les fondements de la mathématique. Fragments (Discussions préalables, méréologie, ontologie), trad. G. Kalinowski, préf. D. Miéville, Paris, Hermès, 1989.
- S.J. Surma, J. Srzednicki, D. Barnett & V.F. Rickey (eds.), Collected Works, , 2 vol., Dordrecht/Boston, Kluwer, 1992, 794 p.

Volume I:
1. A contribution to the analysis of existential propositions
2. An attempt at the proof of the ontological principle of contradiction
3. The critique of the logical principle of the excluded middle
4. Is all truth only truth eternally or is it also truth without a beginning?
5. Is the class of classes not subordinated to themselves, subordinated to itself?
6. Foundations of the general theory of sets. I
7. On the foundations of mathematics

Volume II
1. On functions whose fields, with respect to these functions, are groups
2. On functions whose fields, with respect to these functions, are abelian groups
3. Fundamentals of a new system of the foundations of mathematics
4. On the foundations of Ontology
5. On Definitions in the so-called theory of deduction
6. Introductory remarks to the continuation of my article: Grundzüge eines neuen Systems der Grundlagen der Mathematik
7. An annotated Lesniewski bibliography (by V. F. Rickey)

### Études sur Leśniewski
- N. Gessler, Introduction à l'œuvre de S. Leśniewski, Fasc. III: la méréologie, Neuchâtel, Université de Neuchâtel, Travaux de Logique, 2005.
- J. T. Kearns, "The Contributions of Leśniewski", Notre Dame Journal of Formal Logic 8.1-2, 1967, p.61-93.
- C. Lejewski, "On Leśniewski’s Ontology", Ratio 2, 1958, p.150-176
- E. Luschei, The Logical Systems of Leśniewski, Amsterdam, North-Holland, 1962.
- D. Miéville, Un développement des systèmes logiques de S. Leśniewski. Protothétique-Ontologie-Méréologie, Berne/Francfort/New York, Peter Lang, 1984.
- D. Miéville, Introduction à l'œuvre de S. Leśniewski, Fasc. I: la protothétique, Neuchâtel, Université de Neuchâtel, Travaux de Logique, 2001.
- D. Miéville, Introduction à l'œuvre de S. Leśniewski, Fasc. II: l'ontologie, Neuchâtel, Université de Neuchâtel, Travaux de Logique, 2004.
- D. Miéville & D. Vernant (éds), Stanislaw Leśniewski aujourd’hui, Grenoble / Neuchâtel, Groupe de Recherches sur la philosophie et le langage / Centre de Recherches Sémiologiques, 1995.
- M. Peeters, Introduction à l'œuvre de S. Leśniewski, Fasc. IV: l'œuvre de jeunesse, Neuchâtel, Université de Neuchâtel, Travaux de Logique, 2006.
- P. Simons, Parts. A Study in Ontology, Oxford, Clarendon Press, 1987, 390 p.
- B. Sobocinski, "L'analyse de l'antinomie russellienne par Leśniewski", Methodos 1, 1949, p.94-107, p.220-228, p.308-316 et Methodos 2, 1950, p. 237-257.
- R. Urbaniak, Leśniewski's Systems of Logic and Foundations of Mathematics, Dordrecht, Springer 2013.
- D. Vernant, "Sur les fondements de la mathématique de S. Leśniewski", p. 313-363, in F. Beets & E. Gillet (sous la dir.), Logique en perspective. Mélanges offerts à Paul Gochet, Bruxelles, Ousia, 2000, 580 p.
- Jean-Blaise Grize, Logique moderne III, Cinquième partie : ontologie et Méréologie de Leśniewski, p. 77-100, Paris/La Haye, Gauthier-Villars et Mouton, 1973